# РТУ Лієпая
РТУ Лієпая (лат. RTU Liepāja), до 29 лютого 2024 року — Лієпайський університет — новітній університет, розташований у місті Лієпая, Латвія, також єдиний університет у Курземі.
Розташовується в чотириповерховій будівлі за адресою вул. Ліела, 14. На початок 2014 року кількість студентів становила 1500 осіб.

## Історія
Лієпайський університет був заснований у 1954 році на базі вчительського інституту як Лієпайський педагогічний інститут. До початку 1990-х років університет готував переважно вчителів початкових класів, вихователів дитячих садків, вчителів математики та вчителів латиської мови і літератури для всієї Латвії.
У 1990 році Лієпайський педагогічний інститут почав перехід від однопрофільного університету до регіонального багатопрофільного університету, і поряд з програмами педагогічної освіти було створено широкий спектр непедагогічних навчальних програм.
До 2015 року ректором Лієпайського університету був Яніс Римшанс, у 2016 році ректором стала Даце Маркус (Dace Markus).

## Об'єднання
У вересні 2021 року Кабінет міністрів вирішив, що Лієпайський університет має приєднатися до одного з чотирьох наукових університетів (Латвійського сільськогосподарського університету, Латвійського університету, Ризького університету Страдіня або Ризького технічного університету). У липні 2022 року Рада Лієпайського університету запропонувала створити новий Курземський університет разом з Вентспілським університетським коледжем до 2025 року, залучивши до партнерства Латвійський університет, Ризький технічний університет і Ризький університет Страдіня.